# حكايات الليل (كتاب)
حكايات الليل ((بالدنماركية: Fortællinger om Natten)‏) عبارة عن مجموعة قصص للمؤلف الدنماركي بيتر هوج. وهو يتألف من ثماني قصص قصيرة عن «الحب وأحواله ليلة 19 مارس 1929».

## تاريخ النشر
- Fortællinger om Natten 1990، الدنمارك، Rosinante(ردمك 9788716146359) [2]
- حكايات الليل 1997، إنجلترا، مطبعة هارفيل(ردمك 9781860464201) [3]
- حكايات الليل 1998، الولايات المتحدة الأمريكية، Farrar ، Straus and Giroux(ردمك 9780374272548) [4]

## المحتويات[5]
رحلة إلى قلب مظلم
تحية لبورنوفيل
الحكم على الرايت أونرابل إغناتيو لاندستاد راسكير، اللورد، رئيس القضاة
تجربة في ثبات الحب
صورة للطليعة
أشفق على أطفال مدينة فادن
قصة زواج
انعكاس شاب في الميزان